# Marija Cukanowa
Marija Nikiticzna Cukanowa (ur. 14 września 1924 w Smolence/Smolance lub w Nikolsku, zm. 15 sierpnia 1945) – radziecka żołnierka, Bohater Związku Radzieckiego.

## Życiorys
Była córką wiejskiego nauczyciela, Rosjanką z pochodzenia. Nigdy nie poznała ojca, zmarł on przed jej urodzeniem. Wychowywała ją matka i ojczym. Od 1930 do 1937 mieszkała razem z rodziną w Tasztypie w Chakasji, tam też ukończyła szkołę podstawową. Następnie Cukanowowie przenieśli się do Ordżonikijewskiego w Kraju Krasnojarskim i tam w 1941 ukończyła siedem klas. Po agresji Niemiec na ZSRR bez powodzenia starała się zaciągnąć do Armii Czerwonej, jednak jej prośbę odrzucono, gdyż nie miała ukończonych siedemnastu lat. Podjęła pracę w charakterze telefonistki, a następnie sanitariuszki w szpitalu ewakuowanym z Rostowa nad Donem. W 1942 zamieszkała w Irkucku i podjęła tam pracę w fabryce maszyn, a ponadto ukończyła kurs pielęgniarski.  
W tym samym roku ochotniczo zaciągnęła się do radzieckiej floty. Służyła początkowo w 51 artyleryjskim batalionie obrony przybrzeżnej we Flocie Oceanu Spokojnego, przeszła przeszkolenie w łączności. Następnie służyła w 100 i 419 baterii. W 1944 skierowano ją na kurs instruktorów sanitarnych, a po jego ukończeniu włączono, w charakterze instruktora sanitarnego, do 355 wydzielonego batalionu piechoty morskiej Floty Oceanu Spokojnego.
Brała udział w wojnie radziecko-japońskiej w sierpniu 1945. Zginęła w bitwie o Ch’ŏngjin w niejasnych okolicznościach – według wersji przyjętej przy podejmowaniu decyzji o nadaniu tytułu Bohatera Związku Radzieckiego została wzięta do niewoli przez Japończyków i poddana brutalnym torturom, wskutek czego zmarła. Została pochowana w mauzoleum żołnierzy radzieckich w  Ch’ŏngjin. 14 grudnia 1945 pośmiertnie odznaczono ją tytułem Bohatera Związku Radzieckiego.

## Upamiętnienie
Pomniki Cukanowej wzniesiono w Ch’ŏngjin, Fokinie, Władywostoku i Krutince. Jest ona patronką ulic w miejscowościach, gdzie mieszkała, a także w Krasnojarsku, Abakanie, Barnaule. Od jej nazwiska bierze nazwę wieś i rzeka w rejonie chasańskim Kraju Nadmorskiego.